# Robert Maxwell (imprenditore)
Ian Robert Maxwell, dal 1948 nome legale di Ján Ludvík Hyman Binyamin Hoch (Solotvyno, 10 giugno 1923 – Isole Canarie, 5 novembre 1991), è stato un editore, politico e imprenditore britannico.

## Biografia
Di origine cecoslovacca, nato in una povera famiglia ebraica ortodossa di lingua yiddish nella piccola città di Slatinské Doly (ora Solotvyno, in Ucraina), con sei fratelli, cresciuto in orfanotrofio, fuggito in Francia prima ancora che la maggior parte dei membri della sua famiglia finisse ad Auschwitz, si arruolò a Marsiglia nel maggio 1940 nell'esercito cecoslovacco in esilio usando il nome di "Ivan du Maurier" (ma anche di "Leslie du Maurier", nome preso da un famoso marchio di sigarette, Du Maurier) per poi essere trasferito nel 1943 con altri 500 soldati prima al Royal Pioneer Corps e poi al North Staffordshire Regiment. Fu quindi coinvolto in azioni di guerra in tutt'Europa, raggiungendo il grado di sergente prima di essere promosso capitano nel 1945 ed avere ottenuto la Military Cross dal maresciallo di campo Bernard Montgomery. Ottenne la nazionalità britannica il 19 giugno 1946 dopo aver lavorato due anni a Berlino per il Ministero degli esteri inglese nella sezione stampa e cambiò il nome in Robert Maxwell il 30 giugno 1948. Sostenne Israele nella prima guerra arabo-israeliana del 1948.
Dopo la seconda guerra mondiale, Maxwell usò i contatti delle autorità di occupazione degli Alleati per entrare in affari, diventando il distributore britannico e americano per Springer Verlag, un editore di libri scientifici. Nel 1951 acquistò tre quarti di Butterworth-Springer, un editore minore; il quarto rimanente è stato tenuto dall'editor scientifico, Paul Rosbaud. I due hanno cambiato il nome dell'azienda in Pergamon Press e l'hanno rapidamente trasformata in una grande casa editrice.
Fondatore, presidente e CEO della Maxwell Communications Corporation, nonché proprietario e presidente del Mirror Group Newspapers (MGN), era considerato negli anni Ottanta il grande antagonista di Rupert Murdoch nel settore dell'emittenza televisiva.
Procedette verso il successo con la costruzione di un vasto impero pubblicitario, editoriale e di telecomunicazioni che era uno dei più potenti del settore, in Inghilterra e nel mondo, oltre ad acquistare numerose aziende e fare investimenti che lo consolidarono come uno degli uomini più ricchi, influenti e potenti del pianeta.
Robert Maxwell entrò anche in politica: divenne un membro del Parlamento britannico, sostenuto dal Partito Laburista, ruolo in cui rimase dal 1964 al 1970. Inoltre, sviluppò una vasta rete di influenze sul sistema politico dell'Unione Sovietica e su diversi paesi europei (è stato anche affermato che Maxwell era uno degli agenti più efficaci e potenti del Mossad, il servizio di intelligence israeliano) e fu accusato di finanziamento ed esercizio di influenza a beneficio di tale organizzazione e di averla aiutata in alcune operazioni all'estero. Oltre a rafforzare la sua posizione economica, ciò gli consentì spesso di fungere da intermediario "non ufficiale" tra i governi britannico e sovietico.
Lo stile di vita assai dispendioso (viveva a Headington Hill Hall, Oxford, viaggiava spesso in elicottero, solcava i mari con lo yacht di lusso Lady Ghislaine, che aveva ribattezzato con il nome della nona ed ultima figlia) venne in rilievo nel 1989, quando dovette cedere alcuni rami d'affari, tra cui la Pergamon Press, per coprire la sua esposizione debitoria.
Nel 1991 il suo corpo fu trovato annegato nell'Oceano Atlantico, nel quale sarebbe caduto accidentalmente dal suo panfilo.
Fu sepolto sul Monte degli Ulivi, a Gerusalemme. Ai funerali erano presenti il primo ministro Yitzhak Shamir, il presidente Chaim Herzog, ″almeno sei capi dell'intelligence israeliano" e un grande numero di esponenti del governo e dell'opposizione. L'elogio funebre fu pronunciato da Herzog, il Kaddish fu recitato da un suo amico e avvocato, scampato all'Olocausto, Samuel Pisar.

## Il fallimento
La morte misteriosa di Maxwell scatenò un'ondata di instabilità, con le banche che freneticamente chiedevano la restituzione dei loro ingenti prestiti. I suoi figli, Kevin e Ian, lottarono per tenere insieme l'impero, ma non furono in grado di impedirne il crollo. È emerso che, senza un'adeguata autorizzazione preventiva, Maxwell aveva utilizzato centinaia di milioni di sterline dai fondi pensione delle sue società per sostenere le azioni del gruppo Mirror e salvare le sue società dal fallimento. Alla fine, i fondi pensione sono stati riforniti di denaro dalle banche di investimento Shearson Lehman e Goldman Sachs e dal governo britannico. Il furto di fondi pensione di Maxwell è stato parzialmente rimborsato da fondi pubblici. Il risultato è stato che in generale i pensionati hanno percepito circa il 50% del diritto alla pensione aziendale.
Le società di Maxwell hanno presentato domanda di fallimento nel 1992. Kevin Maxwell è stato dichiarato fallito con debiti per 400 milioni di sterline. Nel 1995, Kevin e Ian e altri sono stati processati per cospirazione per frode, ma sono stati assolti all'unanimità nel 1996.
Nonostante il crollo dell'impero e le frodi, l'immagine di Robert Maxwell continua ad essere per molti - indipendentemente dai sospetti che la circondano - quella di un uomo che, usando la sua ambizione e intelligenza, ha cercato di ascendere sempre più nella scala sociale, in una ricerca incessante di potere, usando i mezzi di comunicazione che possedeva per promuoversi: ciò lo avrebbe portato a divulgare le sole informazioni che riteneva convenienti, conseguendo i suoi obiettivi in modo irrispettoso dei doveri che gravano su chi lavora con i mezzi di comunicazione di massa.

## Vita privata
Nel 1945 sposò Élisabeth "Betty" Meynard, una protestante francese, e la coppia ebbe nove figli nei successivi sedici anni: Michael, Philip, Ann, Christine, Isabel, Karine, Ian, Kevin e Ghislaine, la quale in seguito diverrà nota per il suo coinvolgimento nelle attività criminali del suo compagno Jeffrey Epstein. In un'intervista del 1995, Elisabeth parlava di come stavano ricreando la sua famiglia d'infanzia, vittime dell'Olocausto. Cinque dei suoi figli - Christine, Isabel, Ian, Kevin e Ghislaine - furono successivamente impiegati nelle sue società. La figlia Karine morì di leucemia all'età di tre anni, mentre Michael rimase gravemente ferito in un incidente d'auto nel 1961, all'età di quindici anni, quando il suo autista si addormentò al volante. Michael non riprese mai conoscenza e morì sette anni dopo.
Nel novembre 1994 la vedova di Maxwell, Elisabeth, pubblicò le sue memorie, A Mind of My Own: My Life with Robert Maxwell, che mise in luce la sua vita con Maxwell, quando il magnate dell'editoria fu classificato come uno degli individui più ricchi del mondo. Dedicò gran parte della sua vita alla ricerca sull'Olocausto e al dialogo ebraico-cristiano. È morta il 7 agosto 2013.

## Nei media
Nel film Tetris (2023) viene interpretato da Roger Allam.